# Eudorylas paraappendiculatus
Eudorylas paraappendiculatus är en tvåvingeart som beskrevs av Kozanek, Suh och Kae Kyoung Kwon 2004. Eudorylas paraappendiculatus ingår i släktet Eudorylas och familjen ögonflugor.
Artens utbredningsområde är Sydkorea. Inga underarter finns listade i Catalogue of Life.